# A.J. van der Hoeven
Ir.  Antonie Johan van der Hoeven (Vierpolders 5 november 1879 - Baarn 14 december 1967) was een Nederlands NSB-burgemeester
Van der Hoeven was hoofdinspecteur bij de politie in Amsterdam voor hij in 1933 benoemd werd tot commissaris van de Rijkspolitie in Wormerveer. Hij zetelde in de gemeenteraad van Baarn als een van de waarnemers voor de burgemeester voor hij in 1942 benoemd werd tot wethouder voor onderwijs, sociale zorg en centrale keuken.
Van der Hoeven was in 1945 de derde en laatste NSB-burgemeester van Baarn. Van der Hoeven werd opgevolgd door mr. G.C.J. van Reenen, de burgemeester die tijdens de oorlog werd vervangen door de eerste NSB-burgemeester Hendrik Froonhof. In 1948 werd hij tot anderhalf jaar detentie, gelijk aan zijn voorarrest, ontzetting uit de burgerrechten en verbeurdverklaring van 7500 gulden van zijn vermogen veroordeeld door het Utrechts Tribunaal. Uit een krantenartikel bleek dat van der Hoeven van Dolle Dinsdag tot de bevrijding, burgemeester is geweest.